# 磯部地域予約運行型バス
磯部地域予約運行型バス（いそべちいきよやくうんこうがたバス）は、三重県志摩市が運営するコミュニティバスである。2009年1月7日から試行運行が、2010年4月1日から本格的な運行が開始された。愛称はハッスル号。

## 沿革
2004年に運行開始となった磯部町民バスと、三重交通の73系統磯部駅前 - 的矢間路線バスの廃止代替バスとして、2009年1月7日に試行運行を開始。2010年3月31日まで試行運行を行い、利用状況に応じて見直すことになっていたため、2010年4月1日から2ルートに再編された。

### 廃止されこのバスに引き継がれた路線

#### 磯部町民バス
旧磯部町が市町村合併直前の2004年に導入し、志摩市に引き継がれたコミュニティバス。磯部駅前を出発し、磯部バスセンター・磯部中学校経由で穴川に至り磯部駅前に戻るAラインと、逆回りのBラインの2系統が運行されていた。車両は小型の専用車が使われていた。当初より利用者が少なく、年度を追うごとに減便され、2009年1月6日をもって廃止された。なお平日のみ運行で土日祝日は運休された。
廃止直前の時刻表（志摩磯部駅発）
- Aライン = 8:15、10:35、11:35
- Bライン = 14:35、16:35

#### 磯部駅前 - 的矢間路線バス
三重交通が運行していた系統。1973年4月11日に迫間 - 的矢間で運行を開始、1995年7月21日に磯部駅前からに変更。的矢行きは途中の伊勢志摩ロイヤルホテル止めになるものもあった。観光地的矢に至る路線ではあったが利用者が伸びず、磯部町民バスと同じ2009年1月6日に廃止された。 
これにより、志摩磯部駅に乗り入れる三重交通の路線バスはなくなった。
廃止直前の時刻表（志摩磯部駅発）
- 的矢行き = 8:32、9:45、11:40、15:50、16:50、17:50
- 伊勢志摩ロイヤルホテル行き = 14:50（休日のみ15:20、16:20、17:20も運行）

## 概要

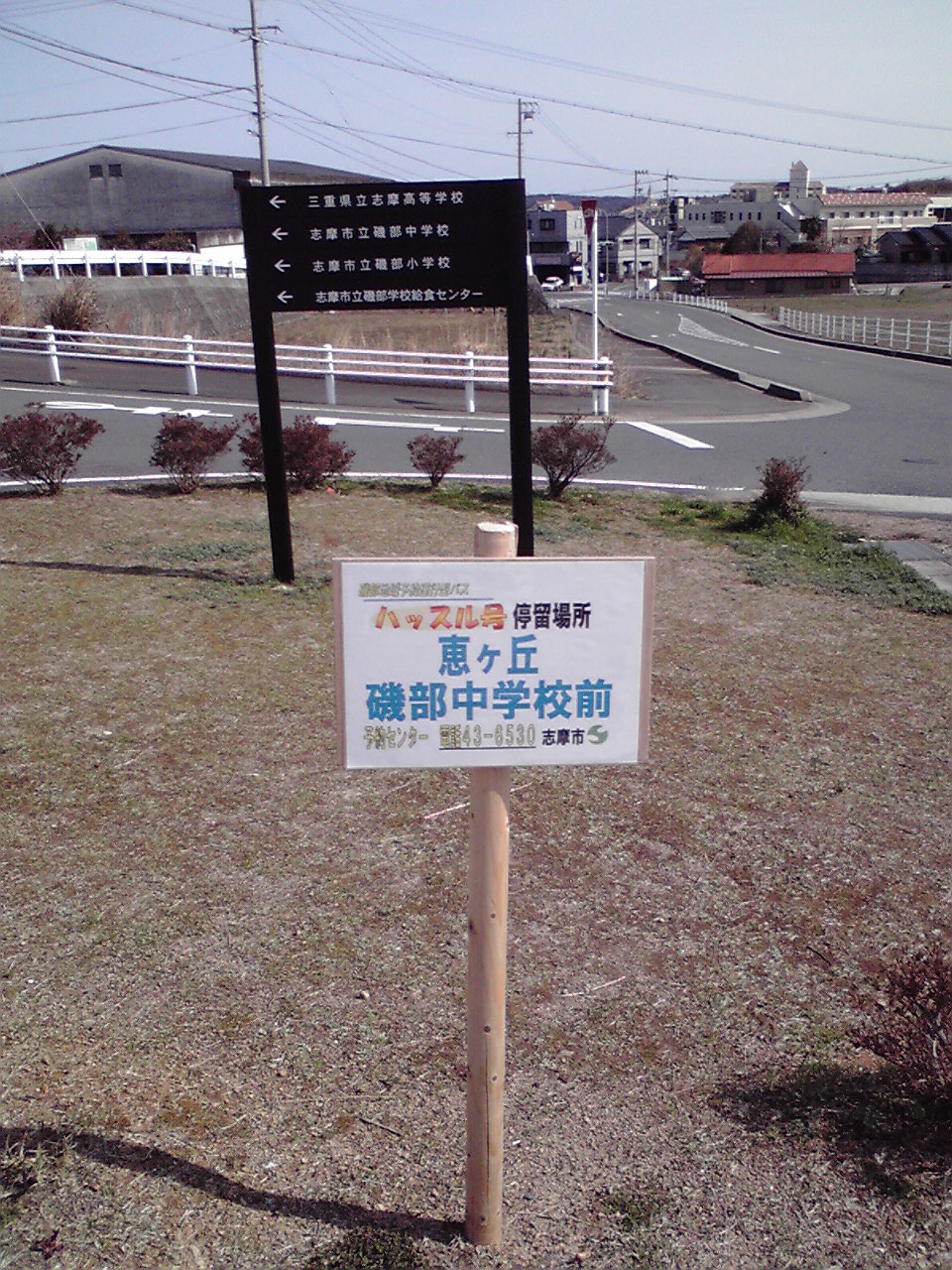
バス停の例（恵ヶ丘 磯部中学校前バス停）

完全予約制のデマンド交通である。したがって予約のない場合は運行されず、予約した乗客のいない停留所は通過する。また、予約者が10人を超えた場合は利用できない。

### 料金
1回の乗車につき300円。回数券もあり12枚綴りで3,000円。

## 運行経路

### 2019年のルート
やまルート
- 火曜日・金曜日に運行（五知行き4便、桧山行き3便）
- 桧山（桧山集落センター） - 築地（平尾）  - 磯部支所  - 志摩磯部駅 - プラント志摩店 - 磯部バスセンター - 山田（山田集会所） - 沓掛（向江） - 五知（上五知農家組合前）

うみルート
- 月曜日・水曜日・木曜日運行（西岡医院行き3便、志摩病院行き2便）
- 志摩病院 - 鵜方駅 - イオン阿児店 - 三ヶ所（佐田）  - 的矢（笠取）  - 飯浜（のり倉庫前）  - 旧役場 - 志摩磯部駅 - 磯部バスセンター - 西岡医院
  - 西岡医院行きの始発便は三ヶ所（佐田）発となる。

### 本格運行開始時のルート
やまルート
- 火曜日・金曜日に運行（1日4往復）
- 桧山（桧山集落センター） - 築地（平尾） - 築地（築地集落センター） - 築地（岡ノ谷） - かがやき - 磯部支所 - 旧役場 - 志摩磯部駅 - 磯部バスセンター - 恵利原（畑田前）  - 上之郷住宅（上之郷住宅駐車場） - 山田（山田集会所） - 五知（上五知農家組合前）

うみルート
- 月曜日・水曜日・木曜日運行（1日4往復）
- 鵜方駅 - 三ヶ所（佐田） - 三ヶ所（県道船乗場） - 的矢（笠取） - 的矢（的矢駐車場） - 的矢（的矢老人憩いの家） - 飯浜（飯浜バス停） - 恵利原（畑田前） - 旧役場 - 志摩磯部駅 - 磯部バスセンター - かがやき - 磯部支所

### 試行運行ルート
北部ルート
- 月曜日・木曜日運行
- 五知 - 沓掛 - 山田 - 上之郷 - 恵利原 - 恵ヶ丘 - 雇用促進住宅 - 迫間 - 川辺（磯部駅前、磯部バスセンター、磯部支所）

西部ルート
- 火曜日・金曜日運行
- 桧山 - 堀切 - 夏草 - 栗木広 - 梶坊 - 山原 - 築地 - 銀河の里 - 川辺 - 穴川

東部ルート
- 水曜日・土曜日運行
- 三ヶ所 - 坂崎 - 的矢 - 飯浜 - 下之郷 - 川辺 - 鵜方駅

## 車両

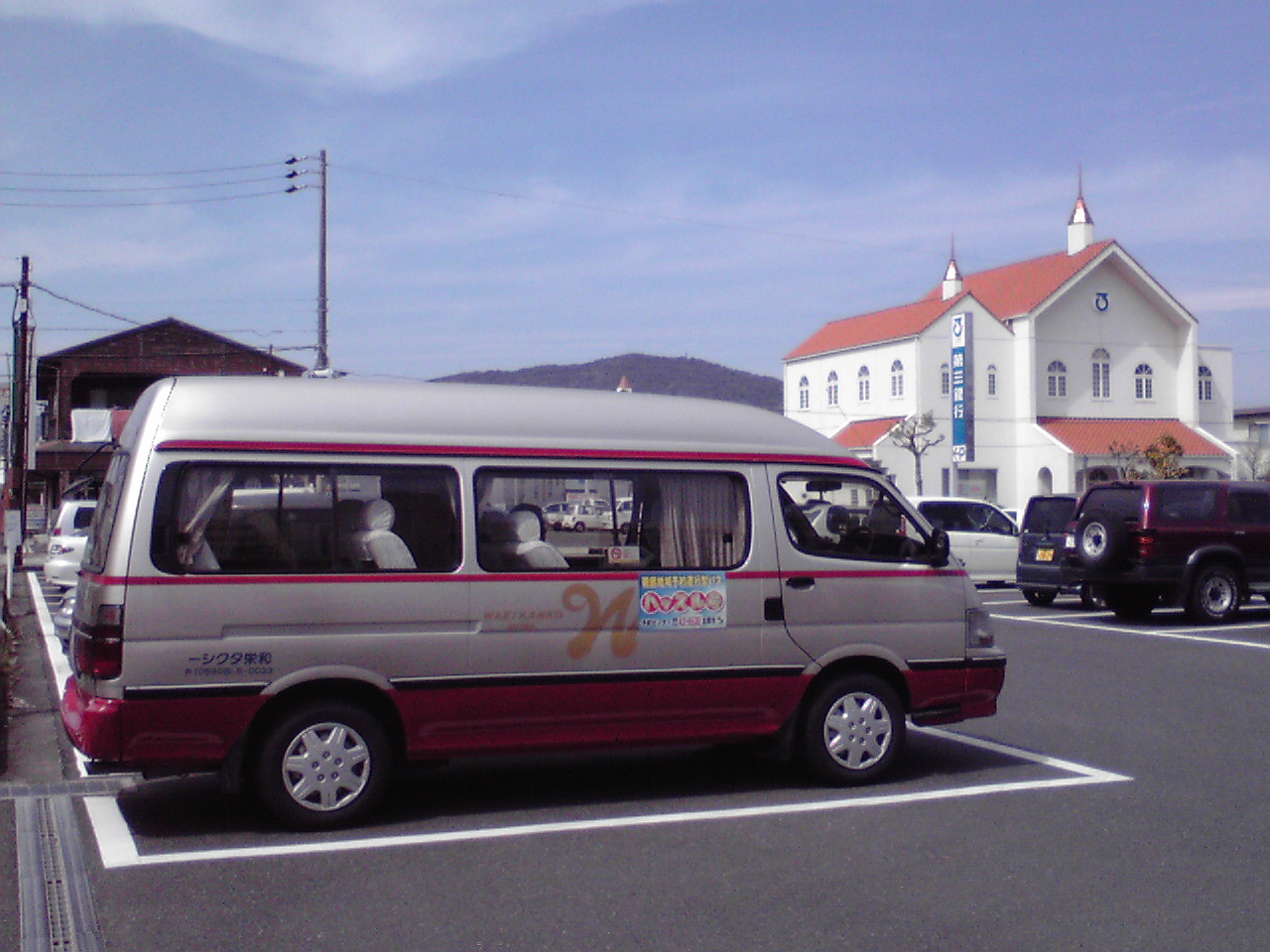
志摩磯部駅に停車中のハッスル号。ジャンボタクシーで運行時のもの

10人乗りのジャンボタクシーを使用しているが、予約状況によっては通常のタクシーが使用されることもある。

## 参考資料
- 磯部町第4次総合計画
- 磯部地域予約運行型バスハッスル号のご案内